# Bauxar
Bauxar (em árabe: بوشر; romaniz.: Bawšar) é uma cidade da província de Mascate e capital do vilaiete de Bauxar, no Omã. De acordo com o censo de 2010, tinha 187 871 habitantes. Compreende uma área de 101 quilômetros quadrados.